# Nationalpark Foreste Casentinesi
Der Nationalpark Foreste Casentinesi, Monte Falterona e Campigna bildet den Gebirgskamm zwischen Romagna und Toskana.

## Geografie
Sein Gebiet umfasst viele Berge des Apennins und zahlreiche Täler, deren Flüsse sowohl zur Adria als auch zum Tyrrhenischen Meer fließen. Der Nationalpark erstreckt sich in den Grenzen dreier historischer Gebiete: der Romagna, des Casentino und einem Teil des Mugello. Heute gehören diese Gebiete zu den beiden Provinzen Forlì-Cesena und Arezzo sowie zur Metropolitanstadt Florenz.

## Flora und Fauna
Edelkastanien bilden im Nationalpark zum Teil Reinbestände. Die Fauna bietet an Damwild und Rotwild, Rehen und Wildschweinen eine gute Schalenwildpopulation. Sie sind die Beute des Wolfes, der im Nationalpark einen gesundenden Bestand hat. Weitere Tiere sind Füchse, Hasen, Marder, Uhus und Steinadler.

## Sehenswürdigkeiten
- Santuario della Verna in Chiusi della Verna, Sanktuarium des Franz von Assisi
- Trasse der ehemaligen Waldbahn Lama–Cancellino